# Chironomus halophilus
Chironomus halophilus är en tvåvingeart som beskrevs av Alpheus Spring Packard 1873. Chironomus halophilus ingår i släktet Chironomus och familjen fjädermyggor. Inga underarter finns listade i Catalogue of Life.